# Tini Nindzsa Teknőcök (televíziós sorozat, 2012)
A Tini Nindzsa Teknőcök (eredeti cím: Teenage Mutant Ninja Turtles) 2012 és 2017 között vetített amerikai televíziós 3D-s számítógépes animációs sorozat, amelyet Ciro Nieli, Joshua Sternin és J. R. Ventimilia alkotott. A sorozat producere MacGregor Middleton, zeneszerzője Sebastian Evans II. A Nickelodeon Animation Studio és a LowBar Productions gyártásában készült, forgalmazza a Viacom Media Networks. Amerikában a Nickelodeon csatorna mutatta be 2012. szeptember 29-én. Magyarországon szintén a Nickelodeon mutatta be 2013. január 20-án, 2013. április 9-én pedig az RTL Klub is bemutatta Jó reggelt, skacok! című műsorblokkjában.

## Szereplők
| Szereplő                              | Eredeti hang                                                                | Magyar hang                       |
| Jók                                   | Jók                                                                         | Jók                               |
| ------------------------------------- | --------------------------------------------------------------------------- | --------------------------------- |
| Leonardo                              | Jason Biggs (1–2. évad) Dominic Catrambone (2. évad) Seth Green (3–5. évad) | Seder Gábor                       |
| Donatello                             | Rob Paulsen                                                                 | Pavletits Béla                    |
| Raphael                               | Sean Astin                                                                  | Szabó Máté                        |
| Michelangelo                          | Greg Cipes                                                                  | Bolba Tamás                       |
| April O’Neil                          | Mae Whitman                                                                 | Gáspár Kata                       |
| Szecska mester                        | Hoon Lee                                                                    | Galambos Péter (8. részig)        |
| Szecska mester                        | Hoon Lee                                                                    | Csík Csaba Krisztián (9. résztől) |
| Karai                                 | Kelly Hu                                                                    | Szabó Zselyke                     |
| Casey Jones                           | Josh Peck                                                                   | Seszták Szabolcs                  |
| Shinigami                             | Gwendoline Yeo                                                              | Hámori Eszter                     |
| Menő Mutánsok                         |                                                                             |                                   |
| Spike / Slash                         | Corey Feldman                                                               | Papucsek Vilmos                   |
| Bőrfejű                               | Peter Lurie                                                                 | Melis Gábor                       |
| Dr. Rockwell                          | Frank Welker (effektel) Tom Kenny                                           | Törköly Levente                   |
| Atom Gekkó                            | Robbie Rist                                                                 | Karácsonyi Zoltán                 |
| Galamb Pete                           | A. J. Buckley                                                               | Seszták Szabolcs (1. évad)        |
| Galamb Pete                           | A. J. Buckley                                                               | Imre István (3. évad)             |
| 1980-as Teknőcök                      |                                                                             |                                   |
| Leonardo                              | Cam Clarke                                                                  | Pál Tamás                         |
| Raphael                               | Rob Paulsen                                                                 | Horváth Illés                     |
| Donatello                             | Barry Gordon                                                                | N/A                               |
| Michelangelo                          | Townsend Coleman                                                            | Kapácsy Miklós                    |
| szövetségesek                         |                                                                             |                                   |
| Menekülő                              | N/A                                                                         | N/A (78. rész)                    |
| Menekülő                              | N/A                                                                         | Galbenisz Tomasz (79-92. rész)    |
| Futó                                  | Nolan North                                                                 | N/A (77. rész)                    |
| Futó                                  | Nolan North                                                                 | Vári Attila (86. rész)            |
| Futó                                  | Nolan North                                                                 | N/A (101. résztől)                |
| Salamandriak                          |                                                                             |                                   |
| G'Throkka Parancsnok / Sal Parancsnok | Keith David                                                                 | N/A                               |
| Y'Gythgba / Mona Lisa                 | Zelda Williams                                                              | Solecki Janka (80-86. rész)       |
| Y'Gythgba / Mona Lisa                 | Zelda Williams                                                              | Agócs Judit (90. résztől)         |
| K'Vathrak / Megőte                    | Danny Trejo                                                                 | N/A                               |
| Krangek                               |                                                                             |                                   |
| Kraangek                              | Nolan North                                                                 | Sarádi Zsolt (3. évadig)          |
| Kraang 1/b                            | Gilbert Gottfried                                                           | Sarádi Zsolt (2. évad)            |
| Kraang 1/b                            | Gilbert Gottfried                                                           | Szokol Péter (3. évad)            |
| Kraang 1/b                            | Gilbert Gottfried                                                           | Pálfai Péter (86-88. rész)        |
| Kraang 1                              | Roseanne Barr (1–2. évad) Rachel Butera (3. évad)                           | Sarádi Zsolt (25-26. rész)        |
| Láb Klán                              |                                                                             |                                   |
| Zúzó / Szuper Zúzó / Élőhalott Zúzó   | Kevin Michael Richardson                                                    | Vass Gábor                        |
| Chris Bradford / Ebököl / Rahzar      | Clancy Brown                                                                | Bognár Tamás                      |
| Chris Bradford / Ebököl / Rahzar      | Clancy Brown                                                                | Barabás Kiss Zoltán               |
| Xever / Halpofa                       | Christian Lanz                                                              | Szatmári Attila                   |
| Xever / Halpofa                       | Christian Lanz                                                              | Kisfalusi Lehel                   |
| Xever / Halpofa                       | Christian Lanz                                                              | Fehér Tibor                       |
| Baxter Stockman / Stockman Légy       | Phil LaMarr                                                                 | Dolmány Attila                    |
| Tigriskarom                           | Eric Bauza                                                                  | Varga Rókus                       |
| Anton Zeck / Bebop                    | J.B. Smoove                                                                 | Fekete Zoltán                     |
| Ivan Steranko / Rocksteady            | Fred Tatasciore                                                             | Németh Gábor                      |
| Ellenségek                            |                                                                             |                                   |
| Za-Naron                              | Mae Whitman                                                                 | Gáspár Kata                       |
| Szörnyek                              |                                                                             |                                   |
| Savanti Romero                        | N/A                                                                         | Faragó András                     |
| Drakula                               | N/A                                                                         | Kautzky Armand                    |
| 1980-as Gonosztevők                   |                                                                             |                                   |
| Zúzó                                  | Kevin Michael Richardson                                                    | Bognár Tamás                      |
| Krang                                 | Pat Fraley                                                                  | Szokol Péter (88. rész)           |
| Krang                                 | Pat Fraley                                                                  | Lippai László (122-124. rész)     |
| Bebop                                 | Barry Gordon                                                                | N/A                               |
| Rocksteady                            | Cam Clarke                                                                  | N/A                               |

## Epizódok
| Évad | Évad | Epizódok | Eredeti sugárzás     | Eredeti sugárzás     | Eredeti adó | Magyar sugárzás   | Magyar sugárzás    | Magyar adó  |
| Évad | Évad | Epizódok | Évadpremier          | Évadfinálé           | Eredeti adó | Évadpremier       | Évadfinálé         | Magyar adó  |
| ---- | ---- | -------- | -------------------- | -------------------- | ----------- | ----------------- | ------------------ | ----------- |
|      | 1    | 26       | 2012. szeptember 29. | 2013. augusztus 8.   | Nickelodeon | 2013. január 20.  | 2013. december 1.  | Nickelodeon |
|      | 2    | 26       | 2013. október 12.    | 2014. szeptember 26. | Nickelodeon | 2014. április 20. | 2014. december 28. | Nickelodeon |
|      | 3    | 26       | 2014. október 3.     | 2015. szeptember 27. | Nickelodeon | 2015. április 12. | 2015. december 27. | Nickelodeon |
|      | 4    | 26       | 2015. október 25.    | 2017. február 1.     | Nickelodeon | 2016. május 15.   | 2017. június 11.   | Nickelodeon |
|      | 5    | 20       | 2017. március 19.    | 2017. november 12.   | Nickelodeon | 2017. június 18.  | 2018. június 24.   | Nickelodeon |

## Más országokban
| COrszág / Régió | Csatorna                      | Bemutató                                              | A sorozat címe az adott országban               |
| --------------- | ----------------------------- | ----------------------------------------------------- | ----------------------------------------------- |
| USA · CAN       | Nickelodeon YTV               | 2012. szeptember 29.                                  | Teenage Mutant Ninja Turtles                    |
| UK · IRL        | Nickelodeon                   | 2012. szeptember 30.                                  | Teenage Mutant Ninja Turtles                    |
| FRA             | Nickelodeon France 3 France 4 | 2012. október 1. 2012. november 17. 2014. március 15. | Les Tortues Ninja                               |
| AUS · NZL       | Nickelodeon                   | 2012. október 8.                                      | Teenage Mutant Ninja Turtles                    |
| ITA             | Nickelodeon                   | 2012. november 9.                                     | Teenage Mutant Ninja Turtles - Tartarughe Ninja |
| ESP             | Nickelodeon                   | 2012. november 12.                                    | Las Tortugas Ninja                              |
| BRA             | Nickelodeon                   | 2012. november 12.                                    | Tartarugas Ninja                                |
| ARG             | Nickelodeon                   | 2012. november 12.                                    | Tortugas Ninja                                  |
| CHI             | Nickelodeon                   | 2012. november 12.                                    | Tortugas Ninja                                  |
| COL             | Nickelodeon                   | 2012. november 12.                                    | Tortugas Ninja                                  |
| CRC             | Nickelodeon                   | 2012. november 12.                                    | Tortugas Ninja                                  |
| ECU             | Nickelodeon                   | 2012. november 12.                                    | Tortugas Ninja                                  |
| HON             | Nickelodeon                   | 2012. november 12.                                    | Tortugas Ninja                                  |
| MEX             | Nickelodeon                   | 2012. november 12.                                    | Tortugas Ninja                                  |
| PER             | Nickelodeon                   | 2012. november 12.                                    | Tortugas Ninja                                  |
| PAN             | Nickelodeon                   | 2012. november 12.                                    | Tortugas Ninja                                  |
| URU             | Nickelodeon                   | 2012. november 12.                                    | Tortugas Ninja                                  |
| VEN             | Nickelodeon                   | 2012. november 12.                                    | Tortugas Ninja                                  |
| DOM             | Nickelodeon                   | 2012. november 12.                                    | Tortugas Ninja                                  |
| GRE             | Nickelodeon                   | 2012. november 18.                                    | Χελωνονιντζάκια                                 |
| KOR             | Nickelodeon                   | 2012. december 16.                                    | 돌연변이특공대 닌자 거북이                      |
| GER             | Nickelodeon                   | 2013. január 5.                                       | Teenage Mutant Ninja Turtles                    |
| BIH             | Nickelodeon Mini TV Nova TV   | 2012. december 1. 2013. szeptember 7. 2014. jún 21.   | Nindža Kornjače                                 |
| CRO             | Nickelodeon                   | 2012. december 28.                                    | Ninja kornjače                                  |